# پوسیدن زیر نور آفتاب
پوسیدن زیر نور آفتاب (انگلیسی: Rotting in the Sun) یک کمدی سیاه و دلهره‌آور اِروتیک به کارگردانی سباستین سیلوا است که در سال ۲۰۲۳ منتشر شد. تصویربرداری اصلی فیلم در حومه مکزیکوسیتی انجام شد و در دسامبر ۲۰۲۱ خاتمه یافت. از بازیگران این فیلم می‌توان به جردن فرستمن، سباستین سیلوا و کاتالینا ساودرا اشاره کرد.